# Tesco

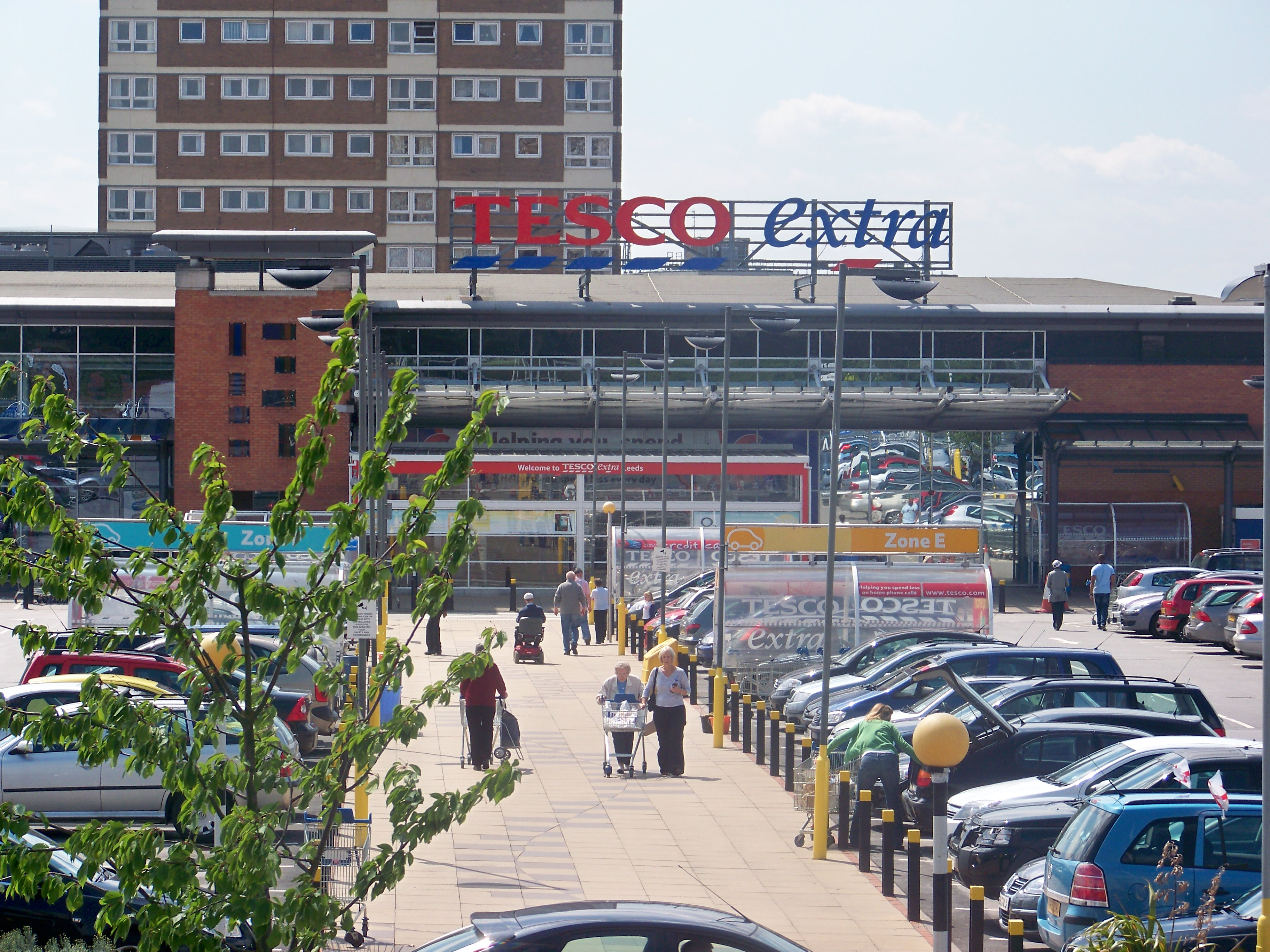
Tesco, Leeds.

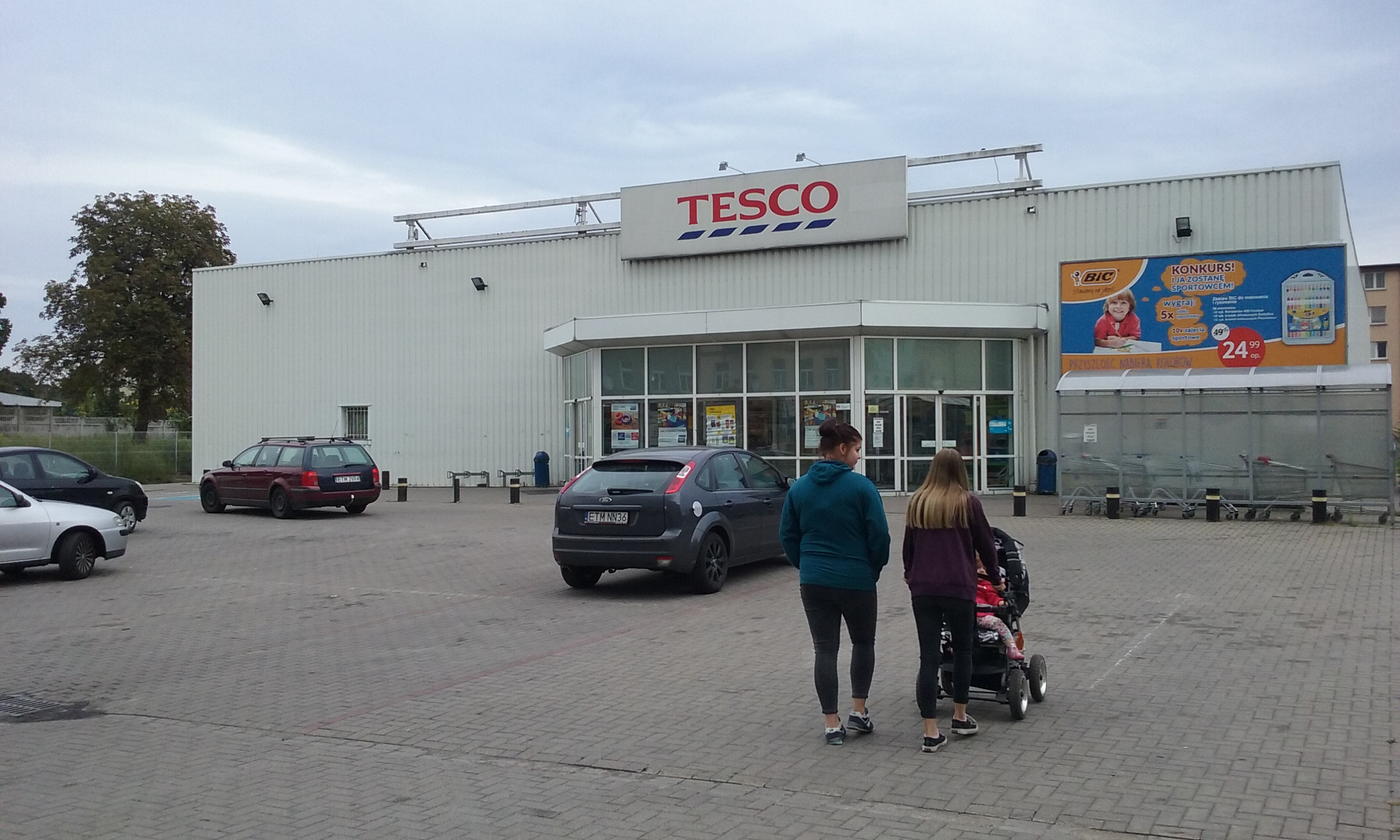
Tesco în Tomaszów Mazowiecki, în Polonia

Tesco este cea mai mare companie de desfacere cu amănuntul (în engleză: retailer) din Marea Britanie, unde domină sectorul de bunuri de consum, și al treilea ca vânzări globale,
cu un număr de peste 273.000 de angajați în anul 2007.
Principalii competitori ai companiei sunt Wal-Mart și Carrefour.
Dacă la început era specializată pe produse alimentare, ulterior aria de acoperire s-a extins la îmbrăcăminte, electrocasnice și electronice, produse financiare, închiriere de DVD-uri, asigurări.
Tesco este liderul pieței de retail din Marea Britanie, unde deține aproximativ 2.000 de magazine, cu o cotă de 30,9 % în 2008
și peste o treime din piața de alimente.
Din totalul vânzărilor grupului, 80 % sunt obținute din piața britanică.
În mai 2008 compania a anunțat că va achiziționa 36 de magazine ale companiei sud-coreene E-Land, contra sumei de 1,9 miliarde USD, aceasta fiind cea mai mare achiziție a grupului.
Coreea de Sud este cea de-a doua piață importantă pentru Tesco, după Marea Britanie.
Cifra de afaceri în 2006 a fost de 60 miliarde Euro